# Albastru de metilen
Albastrul de metilen sau clorura de metiltioniniu este un compus organic tiazinic sub formă de sare, fiind utilizat ca medicament și colorant. Ca medicament, este în principal utilizat pentru a trata methemoglobinemia, întrucât poate converti ionii ferici din hemoglobină la ioni feroși. În trecut, era utilizat și pentru tratamentul intoxicației cu cianură și pentru infecțiile de tract urinar. Căile de administrare disponibile sunt intravenoasă și orală.
Albastrul de metilen a fost sintetizat pentru prima dată în anul 1876, de către Heinrich Caro. Se află pe lista medicamentelor esențiale ale Organizației Mondiale a Sănătății.